# Рубен Микаэл
Ру́бен Микаэ́л Фре́йташ да Рессурейса́н (порт. Rúben Micael Freitas da Ressureição; 19 августа 1986, Камара-ди-Лобуш, Мадейра) — португальский футболист.

## Карьера

### Клубная
Рубен Микаэл родился и вырос на Мадейре, был фанатом местного футбола. Взрослую карьеру начал в клубе «Униан Мадейра» в одной из низших португальских лиг, постепенно закрепился в основном составе команды. Всего провёл за клуб более 100 игр за пять лет. В 2008 году перешёл в клуб из высшей португальской лиги «Насьонал». В сезоне 2008/09 молодой полузащитник стал игроком основного состава, проведя 26 игр и забив в них 4 мяча, а его клуб занял 4-е место и получил право играть в Лиге Европы УЕФА. В раунде плей-офф Лиги Европы 2009/10 «Насьоналу» противостоял петербургский «Зенит», португальцы победили по сумме двух матчей (4:3; 1:1), а Рубен Микаэл забил по голу в каждом из этих матчей.
В середине января 2010 года перешёл в клуб «Порту», подписав контракт на 4,5 года, сумма трансфера составила 3 млн евро.
Летом 2011 года перешёл в клуб «Атлетико Мадрид» за 5 млн евро, а позже был отдан в аренду клубу «Реал Сарагоса».
Закончил карьеру в «Насьонале» в 2021 году.

### В сборной
В основной сборной дебютировал на Муниципальном стадионе Авейру 29 марта 2011 года в товарищеской встрече с Финляндией. Начав матч в основном составе, Рубен Микаэл отыграл 74 минуты, в течение которых дважды поразил ворота соперников. В итоге португальцы одержали победу со счётом 2:0.

## Достижения
- Чемпион Португалии: 2010/11
- Обладатель Кубка Португалии (2): 2009/10, 2010/11
- Обладатель Суперкубка Португалии (2): 2010, 2011
- Обладатель Кубка португальской лиги (1): 2012/13
- Победитель Лиги Европы: 2010/11